# استرتمور (نیوجرسی)
استرتمور (به انگلیسی: Strathmore) یک منطقهٔ مسکونی در ایالات متحده آمریکا است که در ابردین، نیوجرسی واقع شده‌است. استرتمور ۵٫۲۳۵ کیلومتر مربع مساحت و ۷٬۲۵۸ نفر جمعیت دارد و ۱۵ متر بالاتر از سطح دریا واقع شده‌است.